# Nguyễn Thị Vân Nhi
Vân Nhi tên thật là Nguyễn Thị Vân Nhi (sinh năm 2005 tại quận Đồ Sơn, thành phố Hải Phòng) là một người mẫu và á hậu Việt Nam. Cô từng đoạt danh hiệu Á hậu 2 cuộc thi Hoa hậu Việt Nam 2024.

## Tiểu sử
Cô sinh ra trong một gia đình cơ bản làm nghề đánh bắt hải sản tại quận Đồ Sơn, thành phố Hải Phòng. Cô là cựu học sinh trường THPT Đồ Sơn niên khóa 2020-2023.
Vân Nhi cao 1,74 m, nặng 56 kg, số đo ba vòng 80-62-95 cm.Vân Nhi đang là sinh viên Đại học Phenikaa. Tại đêm chung khảo Hoa hậu Việt Nam 2024, Vân Nhi diện áo dài xanh, đội nón lá khi tham gia màn đồng diễn mở màn chương trình.
Trong đêm chung kết ngày 27/6/2025, Vân Nhi là thí sinh được yêu thích nhất được khán giả bình chọn và cô giành danh hiệu Á hậu 2 chung cuộc.

## Thành tích
- Á hậu Việt Nam 2024[10]
- Người đẹp được yêu thích nhất Hoa hậu Việt Nam 2024